# Winiary (Kalisz)
Winiary – osiedle Kalisza położone we wschodniej części miasta, ograniczone Swędrnią, rowem melioracyjnym uchodzącym do ww. rzeki, skrajem Lasu Winiarskiego i granicą miasta; włączone do Kalisza w 1976; pełni funkcje mieszkaniowe, przemysłowe i rekreacyjne.
Około 40% powierzchni osiedla zajmuje Las Winiarski; w jego południowej części znajduje się przystanek kolejowy Kalisz Winiary w ciągu linii kolejowej nr 14.

## Historia
W źródłach pisanych osada pojawia się po raz pierwszy jako Wynarz (1294), a później jako Vinar (1298) i Winary (1579).
We wczesnym średniowieczu Winiary były wsią służebną zamieszkiwaną przez winiarzy (łac. vinearii), którzy trudnili się uprawą winorośli i produkcją wina na potrzeby dworu książęcego w Kaliszu (dostarczali je w zamian za zwolnienie z daniny książęcej). Winiarze uprawiali winorośl na łagodnych i nasłonecznionych zboczach doliny Prosny, a wino wyrabiali w samej osadzie, która była własnością książęcą. Nazwa osady jest typowa dla podobnych osad służebnych położonych w sąsiedztwie grodów książęcych (łac. sedes regni principales) m.in. w Sandomierzu, Krakowie, Płocku.
W 1795 Winiary z prywatnych rąk zostały przejęte na skarb państwa przez władze pruskie. Z kolei w 1807 ziemie te wraz z przyległymi dobrami opatóweckimi nadano w nagrodę za służbę w wojskach cesarza Napoleona Bonaparte gen. Józefowi Zajączkowi. Ostatnim właścicielem Winiar był Konrad Wünsche zamordowany przez Gestapo 19 stycznia 1945 w lesie skarszewskim.
Około 1835 na Winiarach wzniesiono browar w stylu klasycystycznym. W latach 70. XIX wieku staraniem Karola Schlössera rozbudowany i zamieniony po części w gorzelnię. Przestał pełnić funkcje produkcyjne prawdopodobnie w dwudziestoleciu międzywojennym. Budynek wykorzystywany był na cele mieszkalne i magazynowe do połowy lat 90. XX wieku; obecnie opuszczony i popadający w ruinę.
W czasie okupacji niemieckiej, w Lesie Winiarskim, od jesieni 1939 co najmniej do początków 1940, hitlerowcy rozstrzelali Polaków przetrzymywanych wcześniej w więzieniach w Kaliszu i Ostrowie Wielkopolskim. Po wyzwoleniu w 1945, w miejscu zbrodni ekshumowano 527 ciał. Według danych z 1962 łączna liczba pomordowanych wyniosła ok. 700 osób. W 1960 w północno-zachodniej części lasu odsłonięto obelisk upamiętniający ofiary zbrodni.
W 1941 przy ulicy Łódzkiej Alfred Nowacki założył fabrykę przetwórstwa spożywczego Nährmittelwerk Weinbergen. Po II wojnie światowej kilkukrotnie zmieniano jej nazwę; od 1976 funkcjonowała jako Kaliskie Zakłady Koncentratów Spożywczych „Winiary”. W lipcu 1995 przedsiębiorstwo zostało przejęte przez koncern Nestlé.
Winiary włączono w granice administracyjne Kalisza 2 lipca 1976 z gminy Opatówek.
W 1989 na Winiarach erygowano parafię bł. Michała Kozala. Budowę kościoła ukończono w 2000.

## Komunikacja miejska
| Kaliskie Linie Autobusowe | Kaliskie Linie Autobusowe               |
| Nr linii                  | Trasa                                   |
| ------------------------- | --------------------------------------- |
| 1                         | Wyszyńskiego – Leśna                    |
| 1A                        | Wyszyńskiego – Opatówek                 |
| 1B                        | Wyszyńskiego – Tłokinia Wielka/Opatówek |
| 9                         | Wyszyńskiego – Leśna                    |
| 10                        | Wyszyńskiego – Lubelska                 |
| 11                        | Wyszyńskiego – Lubelska                 |